# Théo Bongonda
Théo Bongonda Mbul'Ofeko Batombo (Charleroi, 20 november 1995) is een Belgisch profvoetballer met Congolese roots, die bij voorkeur als flankaanvaller speelt. Sinds augustus 2022 staat hij onder contract bij het Spaanse Cádiz.

## Carrière

### Jeugd en begin profcarrière
Bongonda kreeg zijn opleiding in de Belgische jeugdacademie van Jean-Marc Guillou die in Tongerlo gevestigd was. Hij verbleef hier samen met Jason Denayer die hier ook zijn opleiding kreeg. In januari 2013 verliet hij deze academie en sloot zich aan bij de Belgische eersteklasser Zulte Waregem waar Bongonda in eerste instantie bij de U19 aansloot. In de voorbereiding van het seizoen 2013-2014 haalde coach Francky Dury hem naar de A-kern. Bongonda debuteerde op 25 september 2013 in het betaald voetbal toen hij met Zulte Waregem een bekerwedstrijd speelde tegen VW Hamme. Hij startte in de basiself en werd na 67 minuten vervangen door Habib Habibou. Zulte Waregem won de wedstrijd met 1-2 en bekerde verder.

### Celta de Vigo
Zulte Waregem verkocht Bongonda in januari 2015 voor 1,3 miljoen euro aan de Spaanse eersteklasser Celta de Vigo. Hiervoor maakte hij op 14 januari zijn debuut, in een bekerwedstrijd tegen Athletic Bilbao. Op 8 april 2015 maakte hij zijn eerste competitietreffer tegen Granada CF. Het seizoen erna maakte hij twee competitietreffers in 23 competitieduels. Op 27 augustus 2016 na afloop van de met 2-1 verloren uitwedstrijd tegen Real Madrid verklaarde de trainer van Real, Zinédine Zidane, dat hij een grote fan van de speelstijl van Bongonda was. In de zomer van 2017 werd besloten om Bongonda uit te lenen aan de Turkse eersteklasser Trabzonspor, bij deze club kreeg hij weinig speelkansen waarna ook werd besloten om de uitleenbeurt tijdens de winterstop stop te zetten.

### Zulte Waregem
Bongonda werd vervolgens opnieuw verhuurd, deze keer aan zijn ex-club Zulte Waregem waar hij een huurcontract voor een half seizoen tekende met een optie om hem hierna definitief aan te trekken. Bij Zulte wist hij zijn niveau terug op te krikken waarna de optie ook gelicht werd, Bongonda tekende een contract voor 4 seizoenen. In het seizoen 2018-19 slaagde hij erin zijn beste niveau te halen en dit resulteerde dan ook in mooie statistieken: 37 wedstrijden waarin hij 14 keer scoorde en ook nog eens 13 assists wist af te leveren.

### KRC Genk
Op 13 juni 2019 werd bekend dat hij een vierjarig contract had getekend bij KRC Genk. Genk betaalde 7 miljoen euro om hem over te kunnen te nemen van Zulte Waregem, door dit bedrag werd hij de duurste transfer ooit tussen twee Belgische clubs. In april 2021 won hij met Genk de Beker van België door in de finale Standard Luik met 1-2 te verslaan. Bongonda speelde in deze finale een grote rol voor zijn ploeg door een assist te geven bij het openingsdoelpunt aan ploeggenoot Junya Ito en het tweede Genkse doelpunt zelf binnen te trappen.

## Statistieken

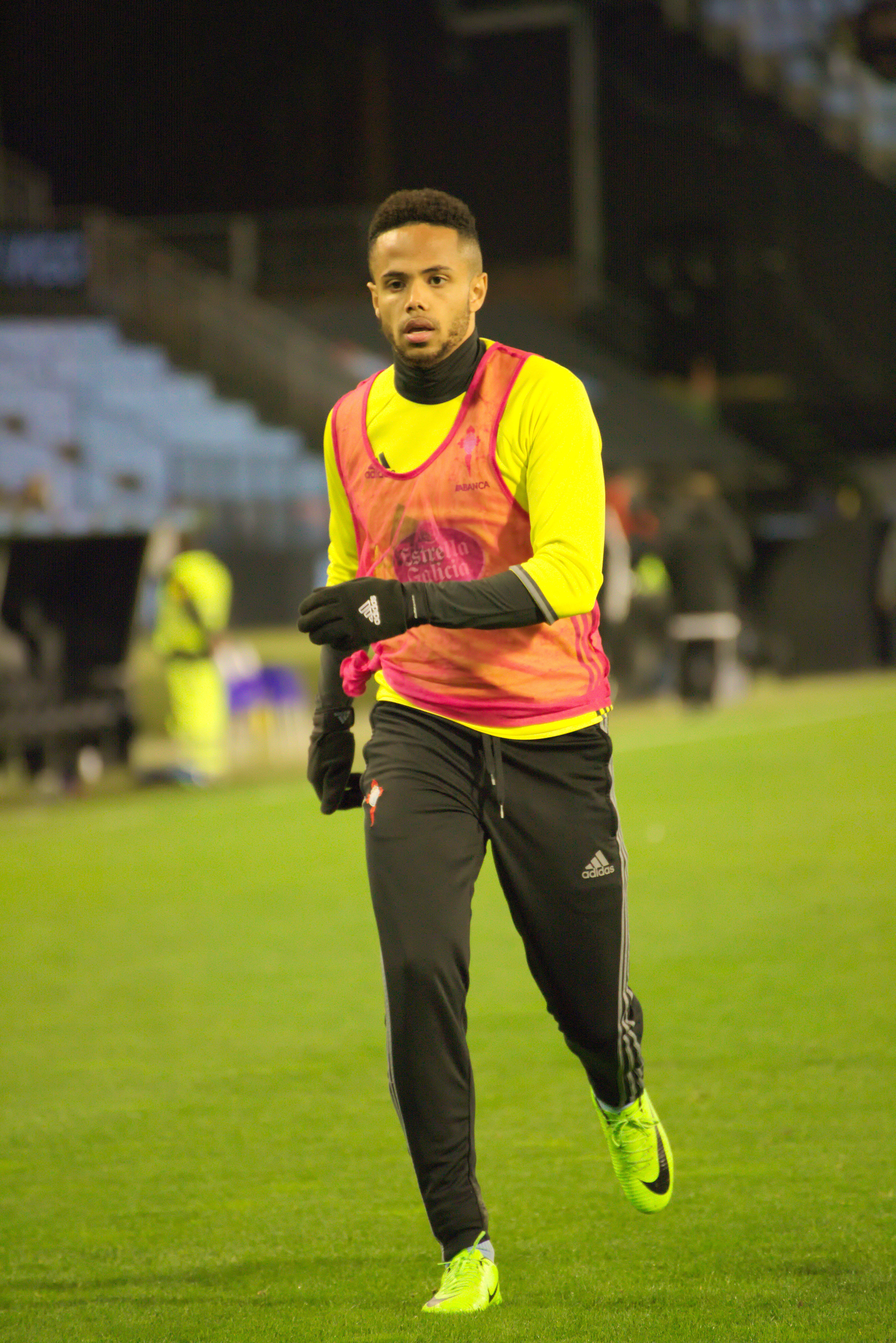
Bongonda in zijn periode bij Celta de Vigo.

| Seizoen         | Club            | Competitie         | Competitie | Competitie | Beker | Beker | Europa | Europa | Totaal | Totaal |
| Seizoen         | Club            | Competitie         | Wed.       | Dlp.       | Wed.  | Dlp.  | Wed.   | Dlp.   | Wed.   | Dlp.   |
| --------------- | --------------- | ------------------ | ---------- | ---------- | ----- | ----- | ------ | ------ | ------ | ------ |
| 2013/14         | Zulte Waregem   | Jupiler Pro League | 19         | 1          | 5     | 1     | 0      | 0      | 24     | 2      |
| 2014/15         | Zulte Waregem   | Jupiler Pro League | 14         | 3          | 2     | 0     | 3      | 0      | 19     | 3      |
| 2014/15         | Celta de Vigo   | Primera División   | 8          | 1          | 1     | 0     | 0      | 0      | 9      | 1      |
| 2015/16         | Celta de Vigo   | Primera División   | 23         | 2          | 3     | 0     | 0      | 0      | 26     | 2      |
| 2016/17         | Celta de Vigo   | Primera División   | 24         | 1          | 6     | 1     | 5      | 0      | 35     | 2      |
| 2017/18         | → Trabzonspor   | Süper Lig          | 3          | 0          | 3     | 2     | 0      | 0      | 6      | 2      |
| 2017/18         | → Zulte Waregem | Jupiler Pro League | 13         | 5          | 0     | 0     | 0      | 0      | 13     | 5      |
| 2018/19         | Zulte Waregem   | Jupiler Pro League | 37         | 14         | 2     | 0     | 0      | 0      | 39     | 14     |
| 2019/20         | KRC Genk        | Jupiler Pro League | 22         | 5          | 1     | 0     | 6      | 0      | 29     | 5      |
| 2020/21         | KRC Genk        | Jupiler Pro League | 31         | 14         | 4     | 2     | 0      | 0      | 35     | 16     |
| 2021/22         | KRC Genk        | Jupiler Pro League | 3          | 3          | 0     | 0     | 1      | 0      | 3      | 3      |
| Carrière totaal | Carrière totaal | Carrière totaal    | 193        | 47         | 27    | 6     | 14     | 0      | 228    | 53     |

## Palmares
| Belgische Supercup | 1x | 2019    |
| Beker van België   | 1× | 2020/21 |

## Trivia
- In maart 2019 werd hij op 23-jarige leeftijd voor de eerste keer vader.